# 水城雄
水城 雄（みずき ゆう、1957年5月5日 -2020年8月15日）は日本の小説家、ピアニスト。特定非営利活動法人現代朗読協会代表。福井県勝山市出身。
東京国立在住。音読療法協会オーガナイザー。韓氏意拳学会員、トランジション世田谷 茶沢会、日本在来種ミツバチの会、NVCジャパン。
website : mizuki-u.com

## 著書
- 疾れ風吼えろ嵐（1986年、徳間書店）
- 熱風都市（1988年、中央公論社）
- 機密喰い（1989年、光文社）
- 赤日の曠野（1994年、青峰社）
- 夢巫女（ドリーム・オペレーター）・美緒（1994年、アスペクト）
- 紺碧の少女――南洋の奪取作戦1943（1995年、アスペクト）
- 誰も教えてくれなかったジャズの聴き方（2000年、ブックマン社）
- BODY（2006年、モバイルブック・ジェーピー）
- 浸透記憶（2007年、モバイルブック・ジェーピー）
- 秘密（2007年、モバイルブック・ジェーピー）
- アンダーワールド（2006年 - ）
- 原発破壊（2011年、アイ文庫／Kindle）
- 現代朗読考――コンテンポラリーアートとしての朗読 （2012年、アイ文庫／Kindle）
- ストリーム （2016年、アイ文庫／Kindle）
- 桟橋 （2016年、アイ文庫／Kindle）0
- 祈る人１ 彼女が神様だった頃（2016年、アイ文庫／Kindle）
- 祈る人２ 今朝の蜜蜂は羽音低く飛ぶ （2016年、アイ文庫／Kindle）
- 祈る人３ アンリ・マティスの七枚の音 （2016年、アイ文庫／Kindle）
- 祈る人４ 青い空、白い雲 （2016年、アイ文庫／Kindle）
- 仕事をやめたいと思ったときに――共感ハンドブック Vol.1 （2017年、アイ文庫／Kindle）
- 共感的コミュニケーション2017 （2017年、アイ文庫／Kindle）
- マインドフル練習帳（2017年、アイ文庫／Kindle）